# Rejon czemalski
Rejon czemalski (ros. Чемальский район, ałt. Чамал аймак) – jeden z 10 rejonów w Republice Ałtaju. Stolicą rejonu jest Czemal.
100% populacji to ludność wiejska, ponieważ w rejonie nie ma żadnego miasta.